# Brev

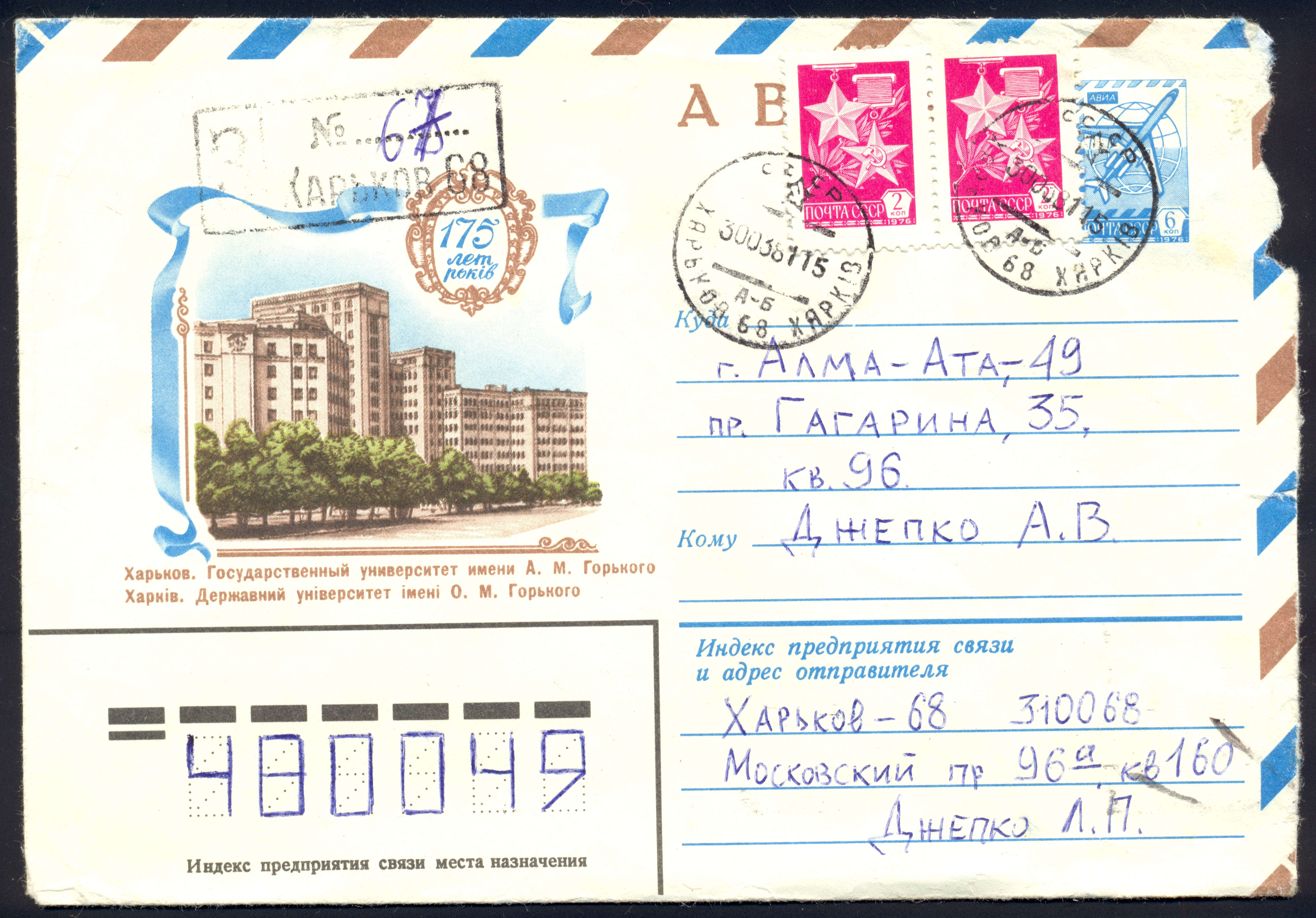

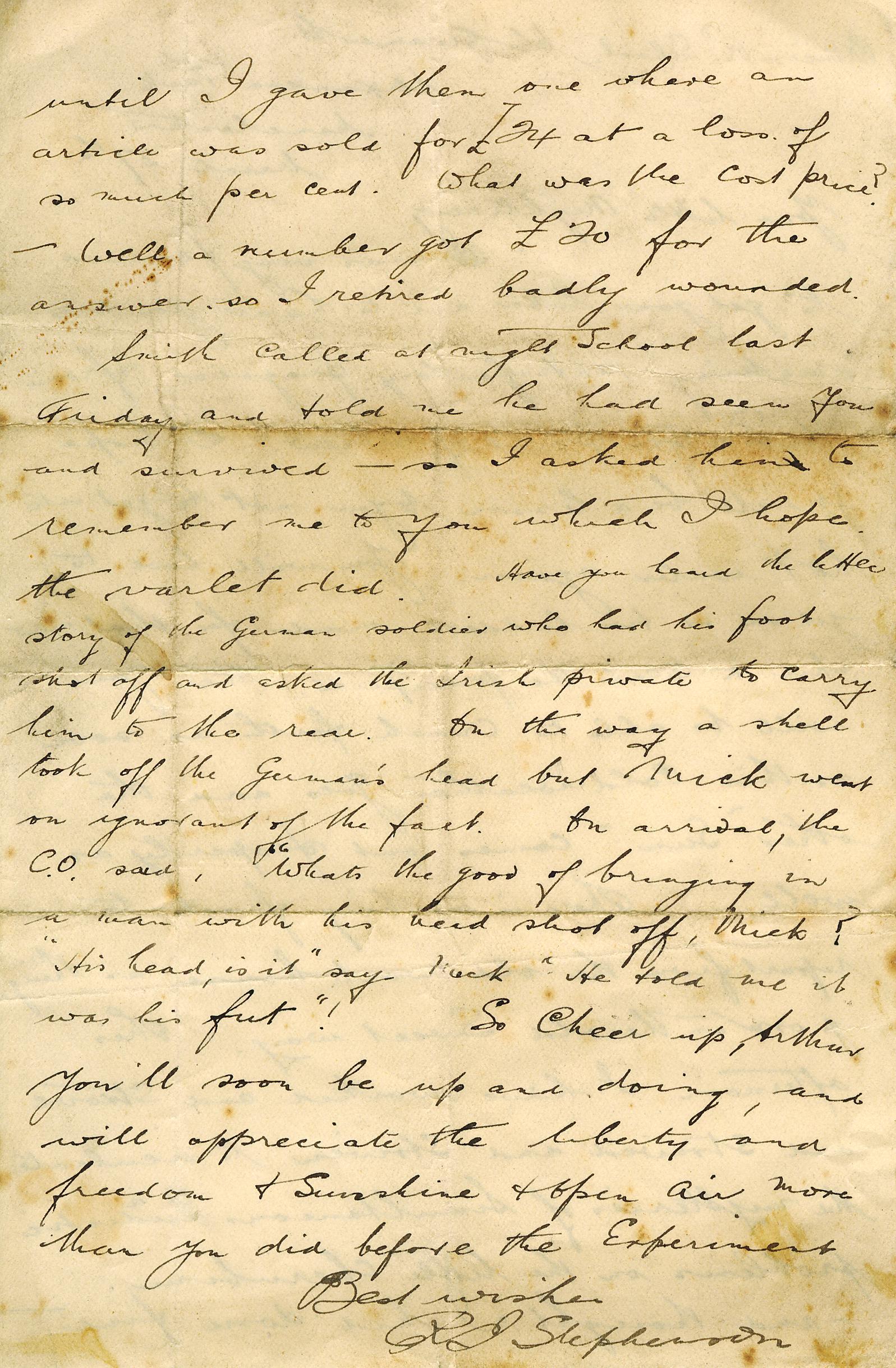

Brev är en typ av postförsändelse.

## Brev i Sverige
För att en postförsändelse ska räknas som ett brev av svenska Posten får det väga högst 2 kg, vara minst 14x9 cm, max 60 cm långt. Längd + bredd + höjd får heller inte överstiga 90 cm. Brevet måste även ha porto, exempelvis frimärke. Det finns även frankostämplade brev, svarspostförsändelser, färdigfrankerade kuvert, portokoder och Porto Betalt (Port Payé). Porto Betalt är ett förenklat sätt att betala för stora mängder post. Breven ska vara märkta med texten Porto Betalt och eventuellt inlämningspostkontor. Kunden betalar per faktura i efterhand. Det går även att betala kontant. Då gäller samma pris som för frimärket.
Brev med avvikande form kallas klumpförsändelser.

### Ekonomibrev
Ekonomibrev hette tidigare B-post. En brevförsändelse med lägre porto och något längre leveranstid än 1:a-klassbrev (A-post). Ekonomibrev riktar sig till Postnords avtalskunder, särskilt företag. Det ställs specifika krav på breven och brevvolymen. Förr kunde man även skicka enskilda ekonomibrev och köpa ekonomibrevfrimärken. Dessa frimärken kan fortfarande användas som delfrankering till försändelser och har då ett fast värde.

## Förbud
Det finns ett generellt internationellt förbud mot att skicka levande djur och farliga ämnen med posten. I postfördraget från 1929 som antogs vid Världspostföreningens 9:e kongress i London tillkom ett undantag för levande bin, silkesmaskar och blodiglar. Numera är även bananflugor tillåtna.